# 萨纳格州
萨纳格州是索馬利亞名義上的州，首府埃里加博。北邊鄰亞丁灣，西邊南邊與沃戈伊加勒貝德州、托格代爾州和索勒州相鄰，東邊與自治的邦特蘭巴里州相鄰，索馬里蘭共和國實際統治其西部，東部與邦特蘭有領土糾紛。歷史上，本州亦是英屬索馬里蘭保護國最大的州份。

薩納格州在索馬利蘭主張領土中的位置，索馬利蘭僅佔領其西部地區

## 人口
萨纳格州人口約29萬，其中約19%和58%分別以鄉村農耕和鄉村遊牧維生。居民大多從事畜牧業，少數人參與乳香製造、市區商業活動或用作自給自足的漁農業。

## 氣候
萨纳格州分為海邊地區、高山地區、Gypsum Karsts高原和Sool Haud高原。除了西里加博地區的高地有每年平均800毫米的降雨量外，其餘地區普遍少於150毫米。

## 環境
21世紀初期發生的嚴重旱災，造成萨纳格州80%家畜死亡。在2004年和2005年的雨季，充足的雨水幫助重建這地區。1988年至2003年的15年期間，森林面積減少52%，草原面積減少40%，荒漠面積增加370%。天氣和人類活動引致的侵蝕作用加上砍伐林木嚴重破壞環境。

## 經濟
1991年索馬里內戰以前，萨纳格州缺乏基礎設施，家畜、乳香和皮革的製造和出口是經濟命脈。戰亂後，損毀的基礎設施、失去出口市場和缺乏投資使經濟崩潰。現時地區主要從事畜牧業，萨纳格州最大出口市場波斯灣阿拉伯國家禁止索馬里家畜入口，摧毀區內經濟，減低居民購買力，遊牧民族只有自給自足地生活。

## 地域爭議

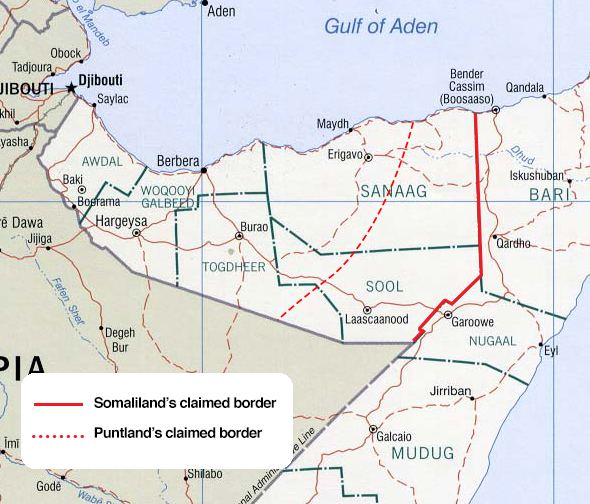
索馬里蘭共和國和邦特蘭國的邊界爭議。2007年7月1日，三分之二的爭議領土宣布成立马希尔国，後併入邦特蘭

自索馬里陷入無政府狀態以來，自治的邦特蘭國和已經宣告獨立的索馬里蘭共和國均宣稱對其領土擁有主權。1991年索馬里內戰後，索馬里蘭共和國控制此州部分區域。1998年，剛成立的邦特蘭國也宣布擁有萨纳格州的主權，萨纳格州的政治領袖成為該國議長，邦特蘭國的警察和軍隊以保護當地居民和保持索馬里領土完整為理由進駐萨纳格州。結果雙方軍隊爆發內戰，戰鬥造成大量傷亡。
2005年，邦特蘭國嘗試低價出售包括索勒州和萨纳格州佔領地的採礦權。
2007年1月，索馬里過渡聯邦政府聲稱擁有領土權，引發索馬里蘭共和國的不滿。7月1日，萨纳格州內部分地區成立马希尔国宣布獨立，脫離邦特蘭國和索馬里蘭共和國。2009年1月，马希尔国被併入邦特蘭國。

## 外部連結
- Warsangeli Sultanate（页面存档备份，存于）
- Ethiopian Internet Newsletter, The Eritrea-Ethiopia Conflict Webpage, Issue No. 10
- Gwillim Law, "Districts of Somalia"（页面存档备份，存于）, Statoids, December 31, 1990
- . Puntlandgov. October 2006  [16 March 2007]. （原始内容存档于2009-07-21）.*Laasqorey port
- Togdheer News Network[永久] (in Somaliland).
- Hadaaftimo.com（页面存档备份，存于）
- Makhir.com（页面存档备份，存于）
- LaasQoray.net （页面存档备份，存于）
- RadioSanaag.com
- Dhahar.com （页面存档备份，存于）
- AllSanaag.com
- Kismaayo （页面存档备份，存于）
- The Birth of the Somaliland Protectorate's own Postage Stamps (PDF file).
- puntlandgovt
- somalilandgov （页面存档备份，存于）
- Sanaag.org

10°46′45″N 48°11′9″E / 10.77917°N 48.18583°E